# Okres Lien-ťiang
Okres Lien-čchiang (čínsky 連江縣, tongyong pinyin Liánjiang siàn, tchajwansky Liân-kang-kōan) je okres na Tchaj-wanu. Rozprostírá se na souostroví Ma-cu, které se skládá z celkem 36 ostrovů. Obývaných je pět největších ostrovů: Nan-kan, Tung-ťü, Si-ťü, Pej-kan a Tung-jin. Okresní město Nan-kan se nachází na stejnojmenném ostrově.